# Reginald Schroeter
Reginald John Schroeter (Ottawa, 11 september 1921 - Ottawa, 30 juli 2002) was een Canadees ijshockeyer. 
Tijdens de Tweede Wereldoorlog was Schroeter crew instructor namens de Royal Canadian Air Force.
Schroeter was lid van de Canadese ploeg tijdens de Olympische Winterspelen 1948 de gouden medaille won. Tijdens deze spelen speelde Schroeter mee in alle acht de wedstrijden en maakte daarin twaalf doelpunten.